# Giovanni Gumiero
Giovanni Gumiero (* 8. Juli 1955 in Rom) ist ein italienischer Admiral außer Dienst. Unter seinem Befehl operierten internationale Flottenverbände gegen die Piraterie vor der Küste Somalias.

## Militärische Laufbahn
Gumiero absolvierte von 1975 bis 1979 die Offiziersausbildung an der Accademia Navale. Anschließend diente er auf verschiedenen U-Booten (Toti, Bagnolini, Marconi, Romei, Sauro) und Schiffen (Danaide, Vittorio Veneto). Von 1986 bis 1987 kommandierte er das U-Boot Romei, von 1989 bis 1991 das U-Boot Sauro, von 1993 bis 1994 die Korvette Danaide (Teilnahme an Operation Sharp Guard in der Adria) und von 2001 bis 2002 den Kreuzer Vittorio Veneto.
An Land diente Gumiero unter anderem im Flottenkommando in Santa Rosa bei Rom, im U-Boot-Kommando in Tarent, im NATO-Atlantik-Kommando SACLANT in Norfolk, USA, sowie im Admiralstab und im Generalstab der Streitkräfte in Rom. Gumiero absolvierte den Admiralstabslehrgang der italienischen Marine und die Führungsakademie der italienischen Streitkräfte. Von 2007 bis 2008 befehligte er das Kommando Minenstreitkräfte in La Spezia.
Giovanni Gumiero wurde am 1. Januar 2008 zum Ein-Stern-Admiral (Contrammiraglio, Rear Admiral lower half, OF-6) befördert. Am 4. Juli 2008 übernahm er das Kommando über die Standing NATO Maritime Group 2. Bis Ende 2008 befehligte er an Bord seines Flaggschiff Luigi Durand de la Penne die Operation Allied Provider vor der Küste Somalias. Anschließend übernahm er mit seinem Verband Aufgaben im Rahmen der Operation Active Endeavour. Ende 2009 kehrte Gumiero an Bord des Versorgers Etna in den Indischen Ozean zurück und übernahm für vier Monate die Leitung der Operation Atalanta.
Von September 2010 bis Juli 2012 war Gumiero stellvertretender Chef des Stabes im Flottenkommando in Santa Rosa bei Rom, danach Leiter der Planungsabteilung (A3) mit Admiralstab im Verteidigungsministerium in Rom. Ab September 2013 diente er beim Generalstab der Streitkräfte; er leitete unter anderem eine Arbeitsgruppe, die die italienische EU-Präsidentschaft vorbereitete. Am 26. Februar 2014 erfolgte die Beförderung zum Zweisterne-Admiral (Ammiraglio di Divisione, Rear Admiral upper half, OF-7). Von Mai 2015 bis September 2016 war er Chef des Stabes im Einsatzführungskommando COI in Rom-Centocelle. Nachdem er im Juli 2016 noch zum Dreisterne-Admiral (Ammiraglio di Squadra, Vice Admiral, OF-8) befördert worden war, ging er nach dieser letzten Verwendung im COI in den Ruhestand.
Gumiero erhielt etliche Auszeichnungen, 2010 wurde er Ritter des Militärordens von Italien.